# Air Canada Jetz
Air Canada Jetz — канадська авіакомпанія, що працює на ринку бізнес-перевезень корпоративних клієнтів, VIP-персон і професійних спортивних команд. Є дочірнім підрозділом національної авіакомпанії країни Air Canada зі штаб-квартирою в Монреалі, Квебек.

## Історія

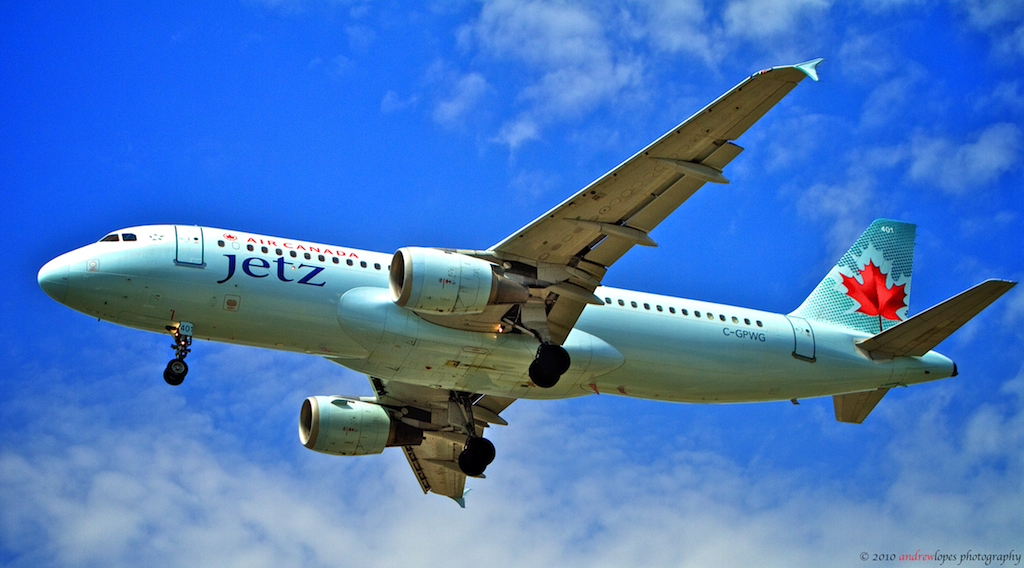
Airbus A320 авіакомпанії Air Canada Jetz

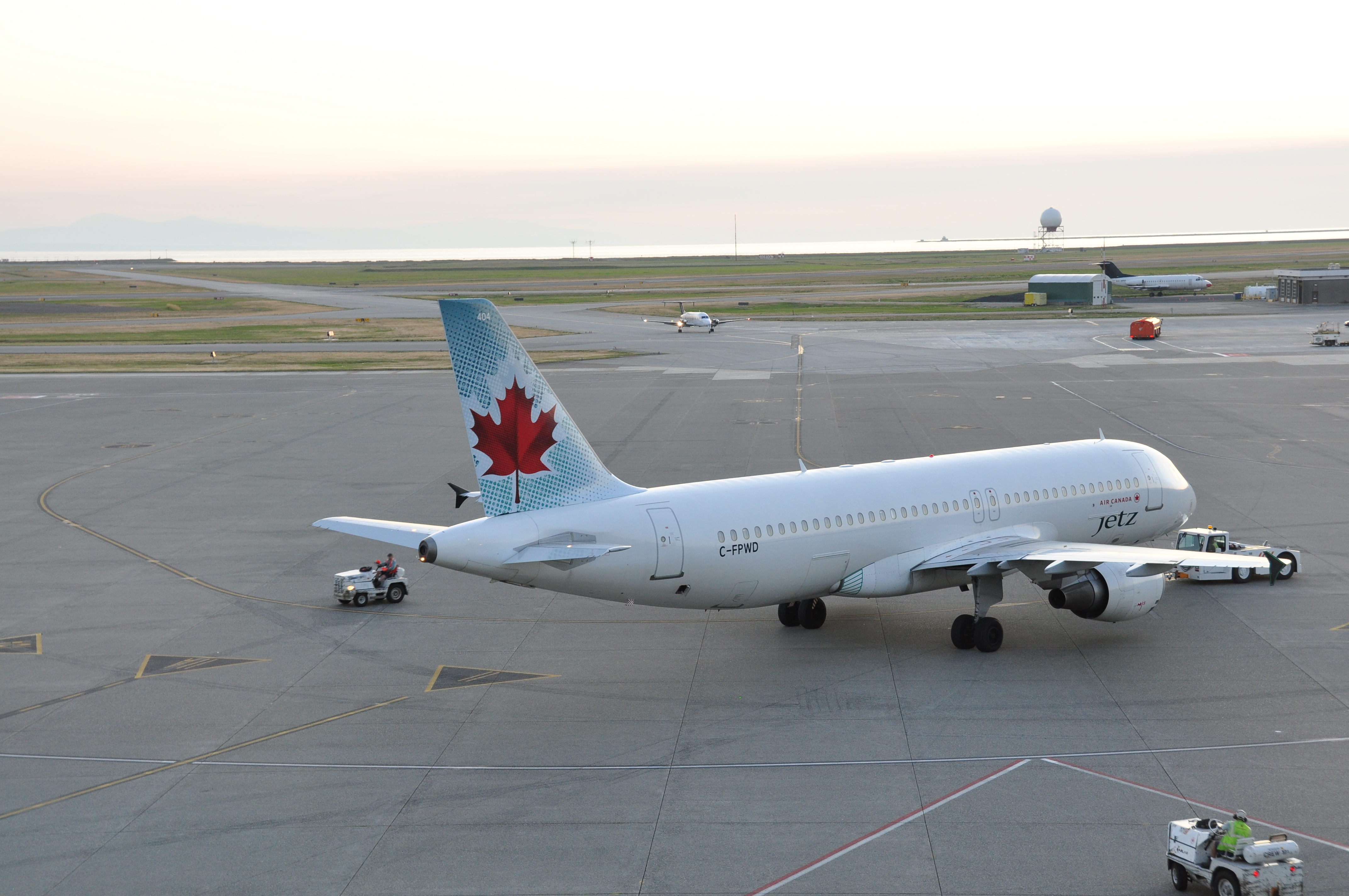
A320 авіакомпанії в Міжнародному аеропорту Ванкувера

Air Canada Jetz була заснована 31 жовтня 2001 року як дочірній перевізник канадської авіакомпанії Air Canada. Генеральним директором компанії став топменеджер колишньої регіональної авіакомпанії Air Alliance Роберт Перро, нині Air Canada Jetz очолює Ален Будра.
Протягом ігор сезону 2006/2007 Національної хокейної ліги авіакомпанія перевозила команди Ванкувер Кенакс, Калгарі Флеймс, Едмонтон Ойлерс, Оттава Сенаторз, Монреаль Канадієнс і Торонто Мейпл Ліфс. У сезоні 2008/2009 до числа постійних клієнтів додалася хокейна команда Бостон Брюїнз, а протягом ігор сезону 2009/2010 — ще одна професійна команда Анахайм Дакс. Авіакомпанія є офіційним перевізником команди Торонто Репторс, яка виступає в Атлантичному дивізіоні Східної конференції Національної баскетбольної асоціації (НБА).
У 2005—2006 роках Air Canada Jetz забезпечувала перельоти рок-групи U2 в рамках концертного турне Vertigo Tour, групи The Rolling Stones під час турне по містах Північної Америки, а також багатьох інших музичних груп і топменеджерів великих компаній Канади та Сполучених Штатів Америки.
Під час федеральних виборів 2004, 2006 і 2008 років Air Canada Jetz забезпечувала переміщення по містах Канади лідера Нової демократичної партії Джека Лейтона.

## Флот
Станом на травень 2017 року повітряний флот авіакомпанії Air Canada Jetz складався з таких літаків:
- Airbus A319 — 3 одиниці. Салони на 58 пасажирських місць у бізнес-конфігурації.